# Taskwarrior
Taskwarrior — кроссплатформенный инструмент управления задачами с открытым исходным кодом. Программа имеет интерфейс командной строки вместо графического интерфейса пользователя.
Taskwarrior использует термины и понятия, описанные в методологии GTD, но не требует от пользователей соблюдать эту или какую-либо другую методологию.

## Наличие
Исходный код программы находится в свободном доступе и может быть скомпилирован и запущен на различных архитектурах и операционных системах. Taskwarrior можно установить с помощью общих инструментов управления пакетами: apt, Fink, Yum, и др.

## Типичный Рабочий Процесс
Taskwarrior включает в себя три основные команды: add, list, и done. Знать и использовать остальные поддерживаемые свойства — теги, приоритеты, параметры повторения задачи и т. д. — необязательно.

### Добавление задачи
```
$ task add Помыть посуду
Created task 1.
```

### Просмотр списка задач
```
$ task list
ID Project Pri Due Active Age    Description                      
 1                        4 secs Помыть посуду
1 task
```

### Пометка задачи завершенной
```
$ task 1 done
Completed 1 'Помыть посуду'.
Marked 1 task as done.
```

### Создание периодической задачи со сроками выполнения и тегами
```
$ task add Обновить рабочее расписание на две недели project:Работа due:tomorrow recur:2weeks +расписание
Created task 1.
```

## Синхронизация
При использовании программы совместно с Taskserver возможна синхронизация задачи и их параметров с другими устройствами.